# Heliosparken

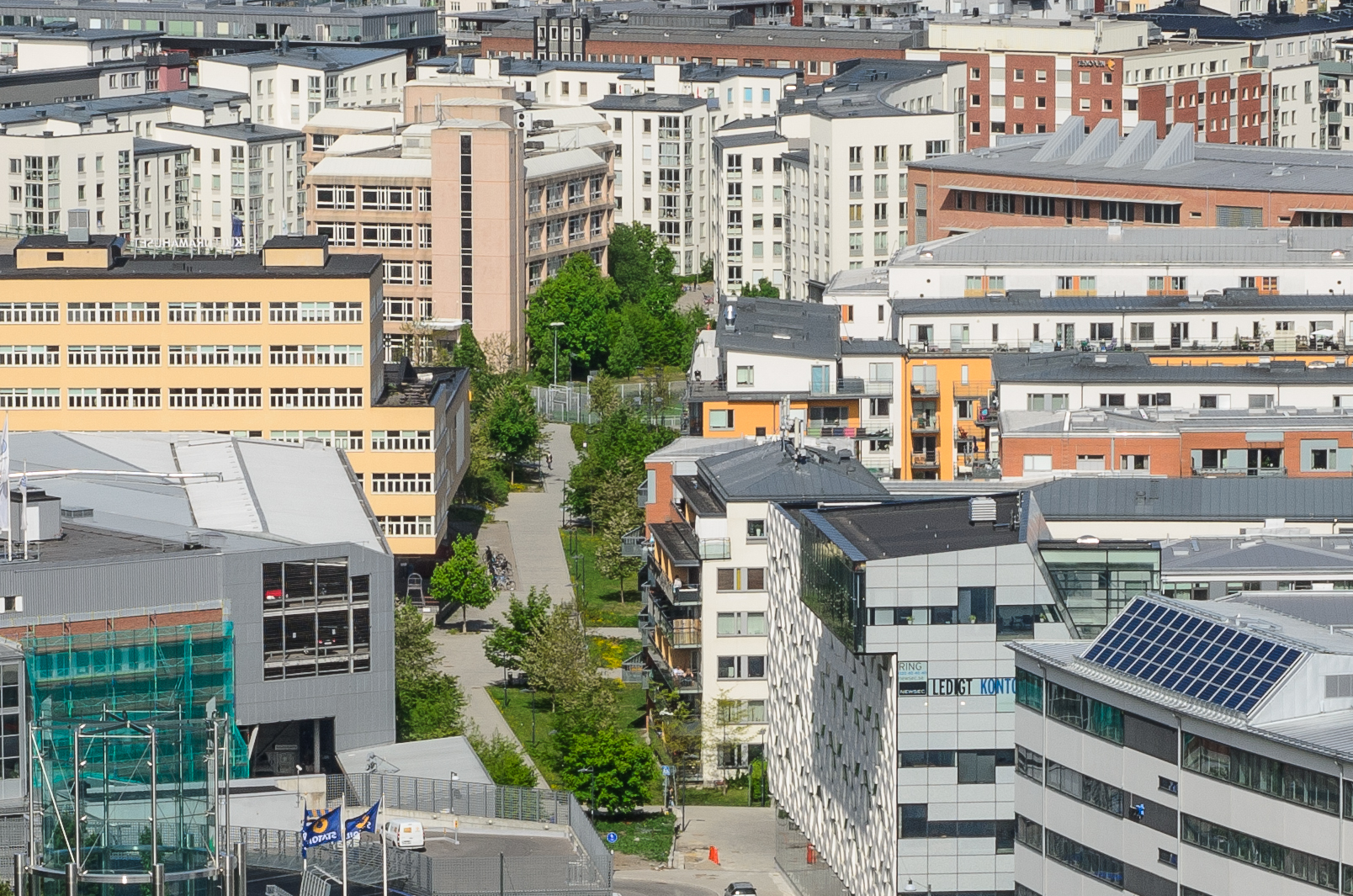
Heliosparken sedd från Hammarbybacken.

Heliosparken är en park i Södra Hammarbyhamnen, Stockholm. I den västra delen av parkstråket finns en lekplats med gungor, klätterställning, gungdjur, rutschkana, sandlåda, en liten basketplan samt en skateboardramp.Parken har fått sitt namn efter att Elektrohelios hade tidigare kontor och fabrik intill närliggande Heliosvägen. Bolaget ingår numera i Elektroluxkoncernen.